# Unsere Lieder
Unsere Lieder ist ein Lied des deutschen Popsängers Adel Tawil. Das Stück ist eine Fortsetzung des zwei Jahre zuvor veröffentlichten Titels Lieder. Die Musik wurde von Tobias Kuhn und Tawil, der deutsche Text von Sebastian Wehlings und Tawil verfasst.

## Entstehungsgeschichte
Das Stück Unsere Lieder entstand in der Zusammenarbeit von Adel Tawil mit der Deutschen Telekom. Im Rahmen der Werbekampagne „Unsere Lieder werden eins“ riefen Tawil und die Telekom Menschen in Deutschland im Frühjahr per soziale Medien und TV auf, ihnen Wiedergabelisten (Playlists) mit ihren Lieblingsliedern zu schicken und so Teil einer Fortsetzung von Lieder zu sein. Laut dem Südwestrundfunk gingen rund 30.000 Einsendungen ein. Stellte das Original noch eine Zitatensammlung dar, bei der jede Textzeile einen direkten Bezug zu Liedern hat, die Tawil wichtig sind, so durften bei Unsere Lieder Menschen aus ganz Deutschland entscheiden, welche Werke in „ihr Lied“ einfließen sollten.
Das Lied enthält Anspielungen auf Lieder der letzten 50 Jahre, wobei das älteste Stück, auf das Tawil sich bezieht, Dancing in the Street von Martha & the Vandellas aus dem Jahr 1964 ist. Das neueste Lied ist Thinking Out Loud von Ed Sheeran aus dem Jahr 2014. Wie im Vorgänger Lieder nimmt Tawil auch hier wieder Bezug auf seine Vergangenheit und spielt mit der Zeile So soll es sein erneut auf Ich + Ich an.

## Veröffentlichung und Promotion
Die Single wurde am 14. August 2015 unter dem Musiklabel Vertigo Berlin als Einzeldownload veröffentlicht und durch Universal Music Publishing vertrieben. Zeitgleich mit der Single folgte die Veröffentlichung eines Lyrik-Videos.
Um das Lied zu bewerben, folgte unter anderem ein Liveauftritt im Vorfeld des Bundesliga-Eröffnungsspieles der Saison 2015/16 in der Allianz Arena am 14. August 2015. Wenige Tage später feierte ein 25-sekündiger Werbespot seine Premiere, in dem Ausschnitte aus diesem Liveauftritt enthalten waren. Der Spot wurde um eine Szene mit dem damaligen FC-Bayern-München-Spieler Mario Götze erweitert, der alleine im Umkleideraum sitzt und auf seinem Smartphone den Auftritt Tawils in der Allianz Arena schaut.

## Inhalt
| Text                                               | Anspielung auf                                                  |
| -------------------------------------------------- | --------------------------------------------------------------- |
| 1. Strophe                                         |                                                                 |
| Sommer 69 wurdest du geboren,                      | Summer of ’69 – Bryan Adams                                     |
| über dir nur der Himmel und darüber John.          | Imagine – John Lennon                                           |
| Bist wie ein Adler geflogen,                       | Fly Like an Eagle – Steve Miller Band                           |
| mit ’ner Lady namens Jane.                         | Lady Jane – The Rolling Stones                                  |
| London hat dich gerufen,                           | London Calling – The Clash                                      |
| es war die Zeit nach der Zeit.                     | Time After Time – Cyndi Lauper                                  |
| Warst ein Rebell ohne Pause,                       | Rebel without a Pause – Public Enemy                            |
| riechst du den jungen Geist.                       | Smells Like Teen Spirit – Nirvana                               |
| Wolltest die Welt regieren,                        | Everybody Wants to Rule the World – Tears for Fears             |
| fühlst dich für immer jung.                        | Forever Young – Alphaville                                      |
| 1. Refrain                                         |                                                                 |
| Queen hat dich befreit,                            | I Want to Break Free – Queen                                    |
| vorher warst du so allein.                         | So Lonely – The Police                                          |
| Dave nahm dich in seinen Arm,                      | Enjoy the Silence – Depeche Mode                                |
| als Regen im November kam.                         | November Rain – Guns N’ Roses                                   |
| Udo reißt die Mauern ein,                          | Udo Lindenberg                                                  |
| der zweite sorgt für Glück und Wein.               | Glückliche Menschen / Griechischer Wein – Udo Jürgens           |
| Dein Vater steht in Köln am Rhein                  | BAP                                                             |
| und du denkst laut,                                | Thinking Out Loud – Ed Sheeran                                  |
| so soll es sein.                                   | So soll es sein – Ich + Ich                                     |
| Egal was noch passiert, es sind deine Lieder.      | Unsere Lieder – Adel Tawil                                      |
| Denn sie sind alles was wir sind,                  | Unsere Lieder – Adel Tawil                                      |
| das sind unsere Lieder.                            | Unsere Lieder – Adel Tawil                                      |
| 2. Strophe                                         |                                                                 |
| Du brüllst wie ein Löwe,                           | Roar – Katy Perry                                               |
| kein Berg ist hoch genug.                          | Ain’t No Mountain High Enough – Marvin Gaye feat. Tammi Terrell |
| Vielleicht verrückt aber glücklich,                | Happy – Pharrell Williams                                       |
| du pfeifst auf den Entzug.                         | Rehab – Amy Winehouse                                           |
| Denn das ist dein Leben                            | It’s My Life – Bon Jovi                                         |
| und nichts anderes ist wichtig.                    | Nothing Else Matters – Metallica                                |
| Nachts auf Straßen getanzt,                        | Dancing in the Street – Martha & the Vandellas                  |
| mit ’nem französischen Freak.                      | Le freak – Chic                                                 |
| 36 Grad heiß,                                      | 36 Grad – 2raumwohnung                                          |
| und Bronski küsst zu dem Beat.                     | Bronski Beat                                                    |
| Du hast die Engel gefühlt,                         | Angels / Feel – Robbie Williams                                 |
| die größte Liebe die es gibt.                      | Greatest Love of All – Whitney Houston                          |
| 2. Refrain                                         |                                                                 |
| Queen hat dich befreit,                            | I Want to Break Free – Queen                                    |
| vorher warst du so allein.                         | So Lonely – The Police                                          |
| Dave nahm dich in seinen Arm,                      | Enjoy the Silence – Depeche Mode                                |
| als Regen im November kam.                         | November Rain – Guns N’ Roses                                   |
| Udo reißt die Mauern ein,                          | Udo Lindenberg                                                  |
| der zweite sorgt für Glück und Wein.               | Glückliche Menschen / Griechischer Wein – Udo Jürgens           |
| Du hast einen ganzen Fluss geweint,                | Cry Me a River – Justin Timberlake                              |
| jetzt denkst du laut,                              | Thinking Out Loud – Ed Sheeran                                  |
| so soll es sein.                                   | So soll es bleiben – Ich + Ich                                  |
| Ganz egal was noch passiert, es sind deine Lieder. | Unsere Lieder – Adel Tawil                                      |
| Denn sie sind alles was wir sind,                  | Unsere Lieder – Adel Tawil                                      |
| das sind unsere Lieder.                            | Unsere Lieder – Adel Tawil                                      |
| Break                                              |                                                                 |
| Manchmal tut’s jedem weh,                          | Everybody Hurts – R.E.M.                                        |
| Flügel sind gebrochen.                             | Broken Wings – Mr. Mister                                       |
| Träumst von Kalifornien,                           | California Dreamin’ – The Mamas and the Papas                   |
| Bob hat es versprochen.                            | No Woman, No Cry – Bob Marley                                   |
| Irgendwann wird alles gut, es wird alles gut.      | No Woman, No Cry – Bob Marley                                   |
| 3 × Refrain                                        |                                                                 |

## Zahlen und Fakten
Die häufigsten Einsendungen
1. Cro – Bye Bye
2. Adel Tawil – Lieder
3. Andreas Bourani – Auf uns
4. Sarah Connor – Wie schön du bist
5. Wiz Khalifa feat. Charlie Puth – See You Again
6. Felix Jaehn feat. Jasmine Thompson – Ain’t Nobody (Loves Me Better)
7. Gestört aber geil mit Koby Funk feat. Wincent Weiss – Unter meiner Haut
8. Ed Sheeran – Photograph
9. Adel Tawil feat. Matisyahu – Zuhause
10. Joris – Herz über Kopf

Prozentuale Verteilung nach Genre
- 31,00 %: Popmusik (7.101 Stunden)
- 14,00 %: Rockmusik (3.206 Stunden)
- 10,00 %: Hip-Hop (2.290 Stunden)
- 45,00 %: Sonstige (12.597 Stunden)

Lieder, die nur einmal eingereicht wurden
- AC/DC – Cold Hearted Man
- Karel Gott – Einmal um die ganze Welt
- Ziggy Marley – Beach in Hawaii

Weiteres
- Der älteste Vorschlag stammt aus dem Jahr 1924.
- Die meisten Vorschläge stammen aus dem Jahr 2014.
- Der am häufigsten vorgeschlagene Künstler war Cro.
- Der Nutzer mit den häufigsten Treffern erreichte 37 Übereinstimmungen.[8]

## Rezeption
Unsere Lieder erreichte in Deutschland Position 33 der Singlecharts und konnte sich insgesamt sechs Wochen in den Charts halten. Für Tawil als Interpret ist dies bereits der zwölfte und als Liedautor der 27. Charterfolg in Deutschland.